# MFKシナラ
MFKシナラ（ロシア語: Мини-футбольный клуб "Синара"）は、ロシアのエカテリンブルクをホームタウンとするフットサルクラブである。

## 歴史
クラブは1992年3月2日にヴィズ(ВИЗ)の名前で創設された。1994年に初めてトップディビジョンに参加し、1994-95シーズンは3位になった。2001年にヴィズ＝シナラ(ВИЗ-Синара)に改称した。
2007年にロシア・フットサルカップ決勝でMFKディナモ・モスクワに勝利し、初優勝を果たした。2007-08シーズンにUEFAフットサルカップに初出場し、決勝でエルポソ・ムルシアに勝利して初優勝を飾った。2008-09シーズンもUEFAフットサルカップ決勝に進出したが、インテル・モビスターに敗れて準優勝に終わった。2008-09シーズンにスーパーリーグ初優勝、2009-10シーズンには無敗で連覇を達成した。
2010年8月30日、2010-11シーズンからMFKシナラ(Синара)の名前で活動することが発表された。

## 獲得タイトル

### 国内
- ロシア・フットサルスーパーリーグ：2回
  - 2008-09, 2009-10
- ロシア・フットサルカップ：1回
  - 2006-07

### 国際
- UEFAフットサルカップ：1回
  - 2007-08